# 泉合控股
泉合控股有限公司，簡稱泉合控股（英語：Chuan Hup Holdings Limited，SGX：C33），在1970年創立，專門提供新加坡國際港務集團电子制造服务、投资控股、房地产管理及租金收入、船只管理，以及产业发展。
總部位於390 Jalan Ahmad Ibrahim Singapore 629155。而股份在1983年12月15日於新加坡交易所主板上市。主席為Prof. Tan Cheng Han, S.C.，以及總裁為Terence Peh Siong Woon。

## 連結
- ChuanHup.com.sg （页面存档备份，存于）